# قاعة بوتويل التذكارية
قاعة بوتويل التذكارية (بالإنجليزية: Boutwell Memorial Auditorium)‏ هي ساحة متعددة الأغراض تتسع لـ5،000 مقعد وتقع في برمنغهام، ألاباما، الولايات المتحدة.